# Wyrobki (powiat radziejowski)
Wyrobki – wieś w Polsce położona w województwie kujawsko-pomorskim, w powiecie radziejowskim, w gminie Topólka.

## Podział administracyjny
W latach 1975–1998 miejscowość należała administracyjnie do województwa włocławskiego.

## Demografia
Według Narodowego Spisu Powszechnego (III 2011 r.) liczyła 94 mieszkańców. Jest 24. co do wielkości miejscowością gminy Topólka.